# كارل إتش. فيل
كارل إتش. فيل هو سياسي ألماني، ولد في 16 ديسمبر 1936 في إركلنتس في ألمانيا، وتوفي في 5 ديسمبر 1996 في بون في ألمانيا. نشط حزبياً في الاتحاد الديمقراطي المسيحي. وقد انتخب عمدة وانتخب عضو مجلس الشورى الموحد شمال الراين وستفاليا ‏ وانتخب عضو في البوندستاغ الألماني خلال فترته النيابية ‏ (18 فبراير 1987 – 20 ديسمبر 1990).